# Kodachi

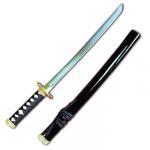
Kodachi

Een kodachi (小太刀:こだち), letterlijk vertaald: "kleine of korte tachi (zwaard)", is een Japans zwaard dat te kort is om het te beschouwen als een echt lang zwaard zoals een katana  (cfr. Engels: long sword), maar te lang om het te beschouwen als een tanto(mes). Dankzij zijn beperkte grootte kon het enorm snel getrokken en gezwaaid worden.